# Gare de Shimo-kitazawa
La gare de Shimo-kitazawa (下北沢駅, Shimokitazawa-eki) est une gare ferroviaire de l'arrondissement de Setagaya, à Tokyo. 
Elle dessert le quartier du même nom.
La gare est au croisement des lignes Odakyū Odawara et Keiō Inokashira.

## Situation ferroviaire
- Sur la ligne Keiō Inokashira, la gare est  à 3.0 km de Shibuya (terminus de cette ligne).
- Sur la ligne Odakyū Odawara, elle est à 4,9 km de Shinjuku (terminus de cette ligne).

## Service des voyageurs

### Desserte
La gare dispose de quatre quais : pour la ligne Keiō, quai de la voie 1 en direction de Kichijōji et quai de la voie 2 en direction de Shibuya, et pour la ligne Odakyū le quai de la voie 1 en direction de Shinjuku (via Yoyogi-Uehara) et le quai de la voie 2 en direction de Odawara (via Machida).

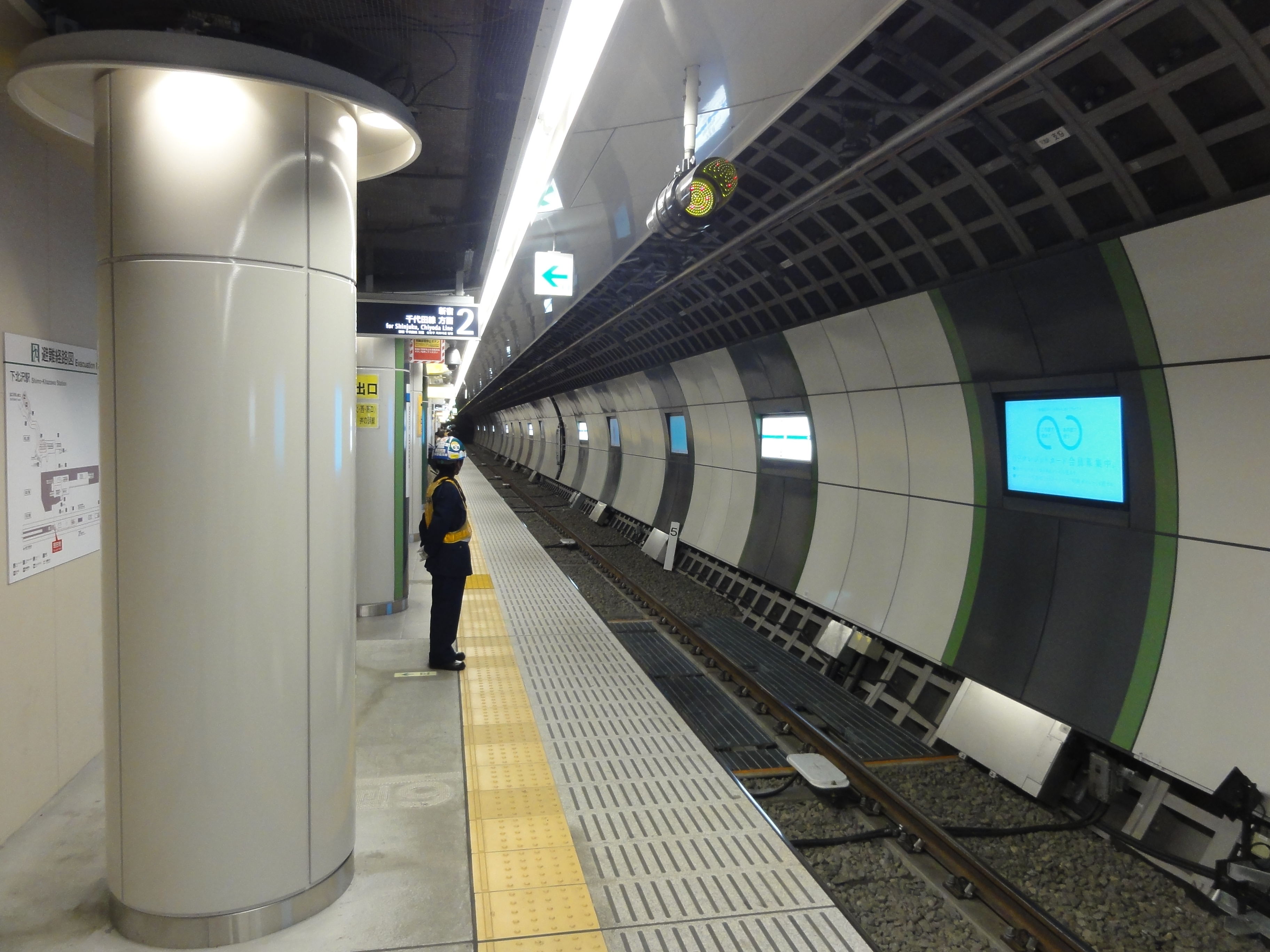
Quais Odakyū